# Ahmed Fathy
Ahmed Fathy (Banha, 10 de novembro de 1984) é um futebolista egípcio que atua como lateral-direito e volante. Atualmente, joga pelo Pyramids.

## Carreira
Ahmed Fathy integrou do elenco da Seleção Egípcia de Futebol da Olimpíadas de 2012.

## Títulos
Seleção Egípcia
- Campeonato Africano das Nações: 2006, 2008 e 2010